# Drosophila pittieri
Drosophila pittieri este o specie de muște din genul Drosophila, familia Drosophilidae, descrisă de Bachli și Vilela în anul 2002.
Este endemică în Venezuela. Conform Catalogue of Life specia Drosophila pittieri nu are subspecii cunoscute.